# Frédéric Cerulli
Frédéric Cerulli (Cannes, 10 febbraio 1975) è un regista cinematografico, sceneggiatore e reporter francese.

## Biografia
Dopo 11 cortometraggi ha diretto La Panne, un cortometraggio che, nel 2002, ha ha dato una svolta alla sua carriera di regista. Gli attori Jacques Weber e Chantal Lauby condividono il poster di questo cortometraggio. La Panne ha ricevuto numerosi riconoscimenti, tra cui il premio del pubblico all'Aubagne International Film Festival, poi trasmesso in televisione. L'editore Mouviz lo seleziona come miglior cortometraggio dell'anno. La Panne viene distribuito sui canali nazionali francesi.
Frédéric Cerulli ha diretto inoltre il suo primo lungometraggio, Le Thanato, riconosciuto a livello nazionale il 19 gennaio 2011, con Chantal Lauby, Gérard Meylan, e Noëlle Perna. Segna, inoltre, il debutto cinematografico di Mado la niçoise, un personaggio comico interpretato da Noëlle Perna.
Il regista si circonda anche di attori affermati Antoine Coesens Lazzaro, Florient Azoulay, Philippe Rigot. Ispirato da diversi eventi, Frédéric Cerulli scrive Le Thanato con Thomas Gauthier, suo coautore e capo redattore. Le Thanato è l'adattamento di un romanzo di Alain Exiga, dal titolo Norman, edito da Cerises et Coquelicots.
Il 26 giugno 2013 è uscito nelle sale Inavouables, secondo lungometraggio di Frédéric Cerulli. Il film questa volta viene girato con attori esordienti: Patrick Griéco, Amandine Anelli, Sophie Desvergnes, Bénédicte Bourel, Frédéric Lamia, Hélène Mallet, Jean Christophe Routhier e Laurent Cerulli.
Nel 2014 ha ceduto il suo nome a una poltrona del Cinéma l'Eden Théâtre a La Ciotat, il cinema più antico del mondo accanto a personaggi del cinema come Georges Lautner, Claude Lelouch, Patrice Leconte o Bernadette Laffont.
Nel 2018 ha diretto il thriller Help, nel quale ha anche recitato interpretando uno dei ruoli principali.
Con il sostegno della Var Road Safety House ha girato un film al fine di aumentare la consapevolezza dei comportamenti pericolosi sulla strada: Con velocità, il tuo tempo sta finendo. Il film è stato presentato dal prefetto del Var nell'aprile 2019 al Théâtre Liberté (Tolone), diffuso dalla stampa, trasmesso in televisione ed è stato oggetto di una campagna sui social network.

## Reporter
Oltre alla sua carriera di regista, Frédéric Cerulli viaggia per il mondo come giornalista e reporter sul campo. Copre le notizie per diversi notiziari televisivi di importanti reti nazionali francesi come France 2, France 3, Arte, Canal plus, Tf1, Fox News a New York. Gira anche documentari della durata di 26 e 52 minuti, mentre il Grand Reportage di TF1 è durato 60, in particolare per il Morgan Groupe. È stato operatore per il Rally Africa Race 2015-2016, in Marocco, Mauritania il e Senegal. Frédéric Cerulli era l'operatore principale di Chantal Lauby, conduttrice del Telethon francese in onda su France 2.

## Filmografia
- La Panne - cortometraggio (2002)
- The Thanato (2011)
- Inavoulables (2013)
- Je suis là tout va bien - cortometraggio (2014)
- Help (2018)
- Avec la vitesse, votre temps est compté - cortometraggio (2019)
- Envol (2022)